# Sammy Sullivan
Sammy Sullivan, född 22 maj 1998, är en amerikansk rugbyspelare. Hon ingick i det amerikanska lag som tog brons i sjumannarugby vid OS 2024 i Paris.